# Кеверіх
Кеверіх (нім. Köwerich) — громада в Німеччині, розташована в землі Рейнланд-Пфальц. Входить до складу району Трір-Саарбург. Складова частина об'єднання громад Швайх-ан-дер-Ремішен-Вайнштрассе.
Площа — 2,31 км2. Населення становить 382 ос. (станом на 31 грудня 2020).